# Vitnackad svärta
Vitnackad svärta (Melanitta perspicillata) är en amerikansk andfågel. Den häckar i Kanada och Alaska. Vintertid flyttar den framför allt till USA:s norra kuster. I Europa är den en fåtalig men regelbunden gäst, i Sverige sedd årligen. Arten minskar i antal, men beståndet anses vara livskraftigt.

## Utseende
Vitnackad svärta är en medelstor and, 45–46 centimeter lång, avgjort mindre än dess nära släkting svärtan, i samma storlek som sjöorren. Likt sina europeiska släktingar är fjäderdräkten helmörk och likt sjöorren, men till skillnad från svärtan (och amerikansk knölsvärta och sibirisk knölsvärta), är även vingarna mörka. Olikt sjöorren dyker vitnackad svärta med halvöppna vingar och bockar inte huvudet när den vingar sig. Näbben är förhållandevis stor och kilformad.
Hanens fjäderdräkt är helsvart, utöver vita fält i nacken och på pannan. Näbben är uppsvälld vid basen och tecknad i svart, orange och vitt. Ögat är vitt. Honan är smutsbrun och lik svärthonan med två ljusare fläckar på sidan av huvudet, men har ofta också en ljus fläck i nacken och en mer kilformad, kraftigare näbb.

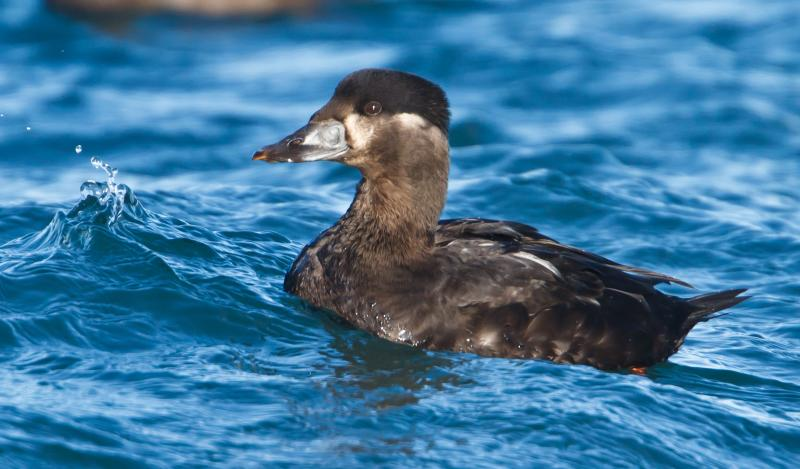
Adult hona.
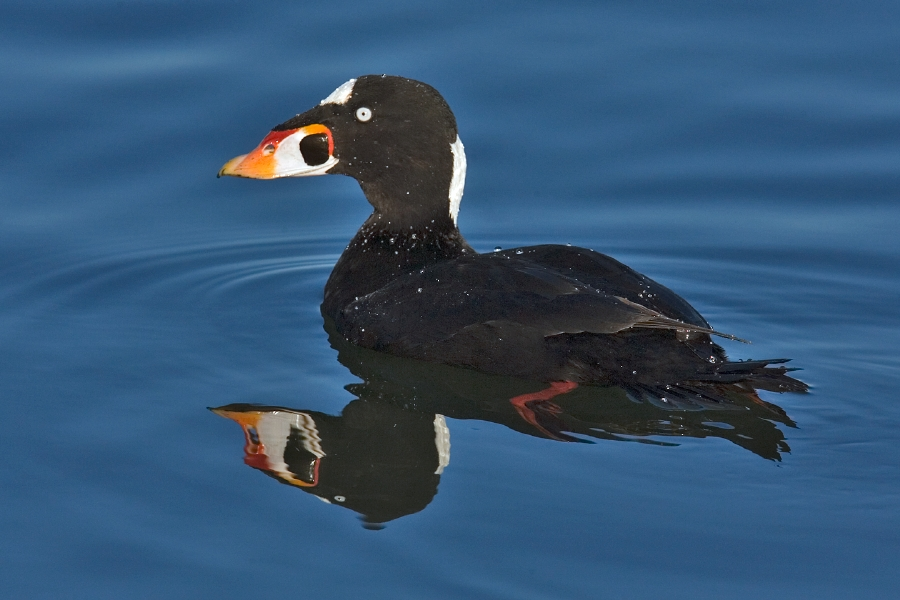
Adult hane.
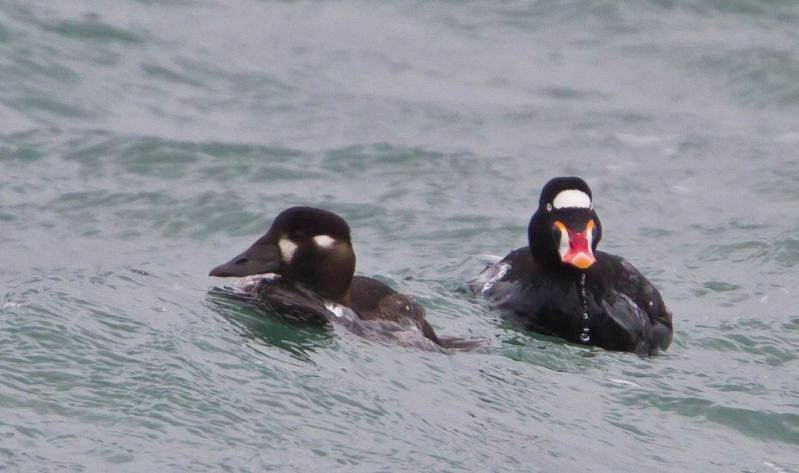
I par.
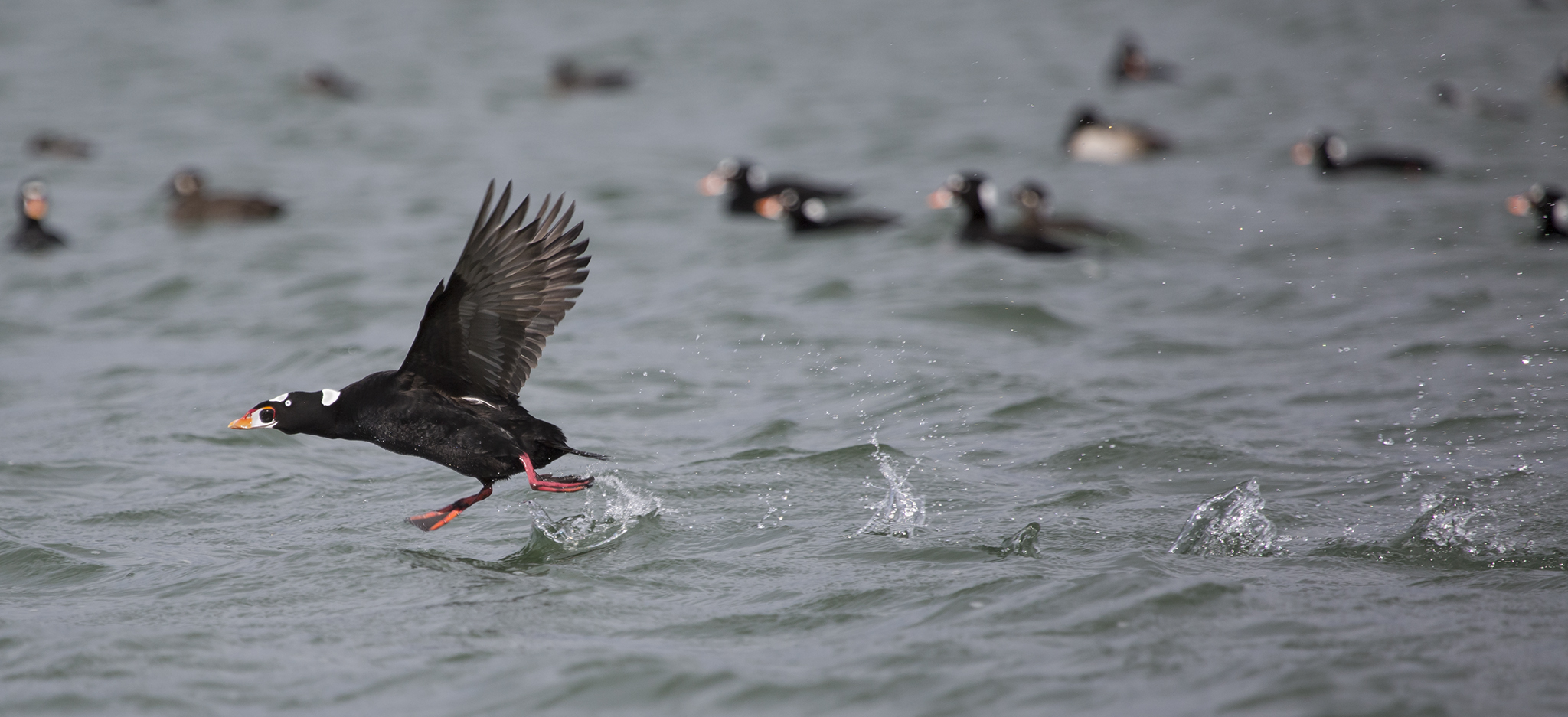
I flykten syns att vitnackad svärta likt sjöorrar, men olikt övriga svärtor, har helsvarta vingar.

## Läten
Vitnackad svärta är generellt tystlåten. Från honan kan ett kraxande ljud höra, från hanen låga visslingar eller gurglingar.

## Utbredning och systematik

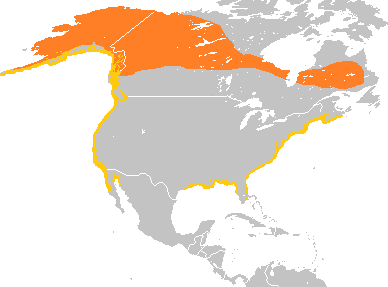
Häckningsområde i mörkorange, övervintringsområde i ljusorange.

Vitnackad svärta är en flyttfågel som häckar i Kanada och Alaska och övervintrar längre söderut i tempererade zonen, utmed USA:s norra kuster. Ibland övervintrar den vid Stora sjöarna. Ett mindre antal övervintrar regelbundet i Västeuropa så långt söderut som Brittiska öarna. Den har tillfälligt observerats i en rad europeiska länder. I Sverige ses den årligen, totalt sett vid över 130 tillfällen.

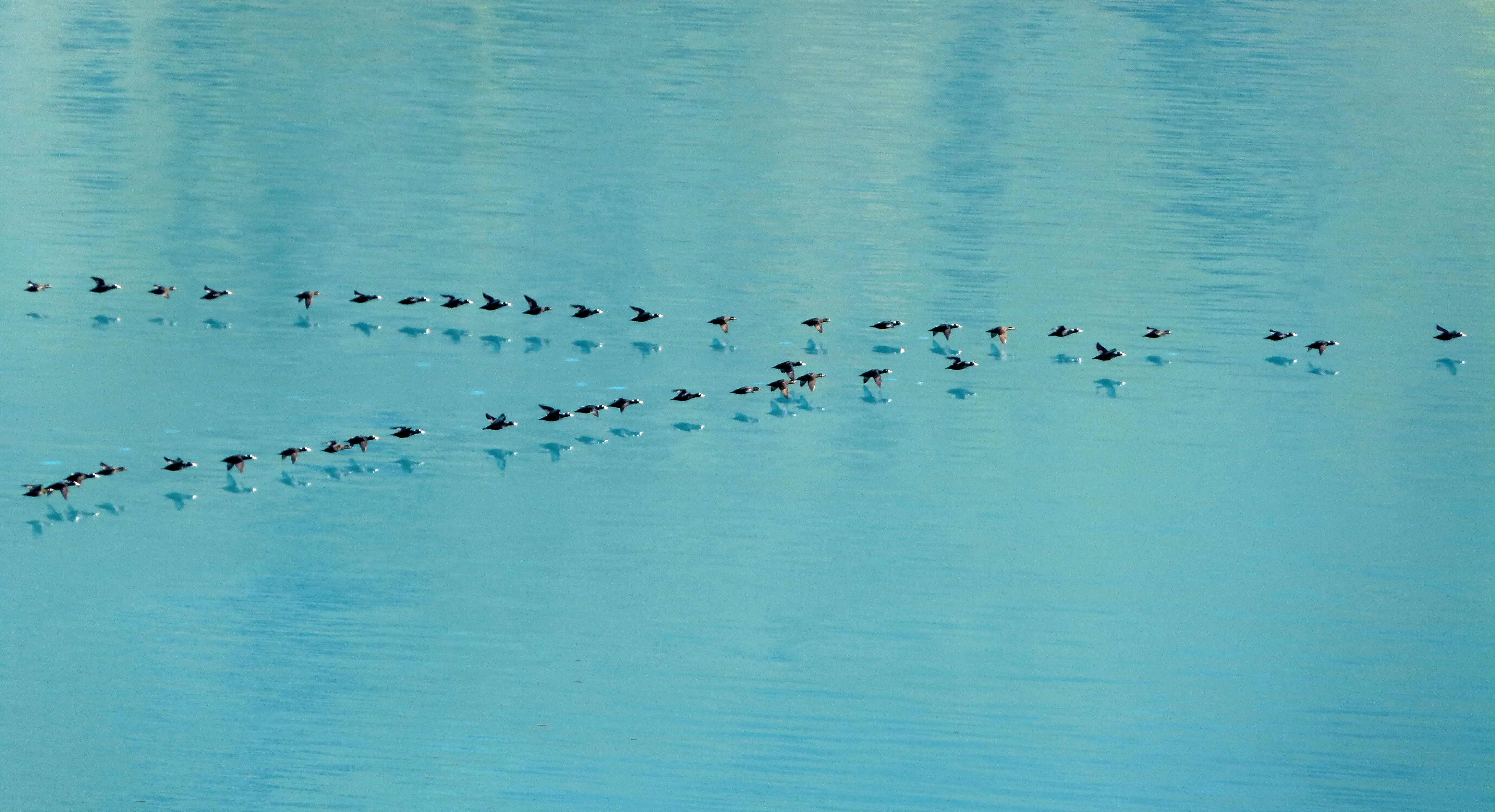
Sträck med vitnackad svärta i Glacier Bay Nationalpark.

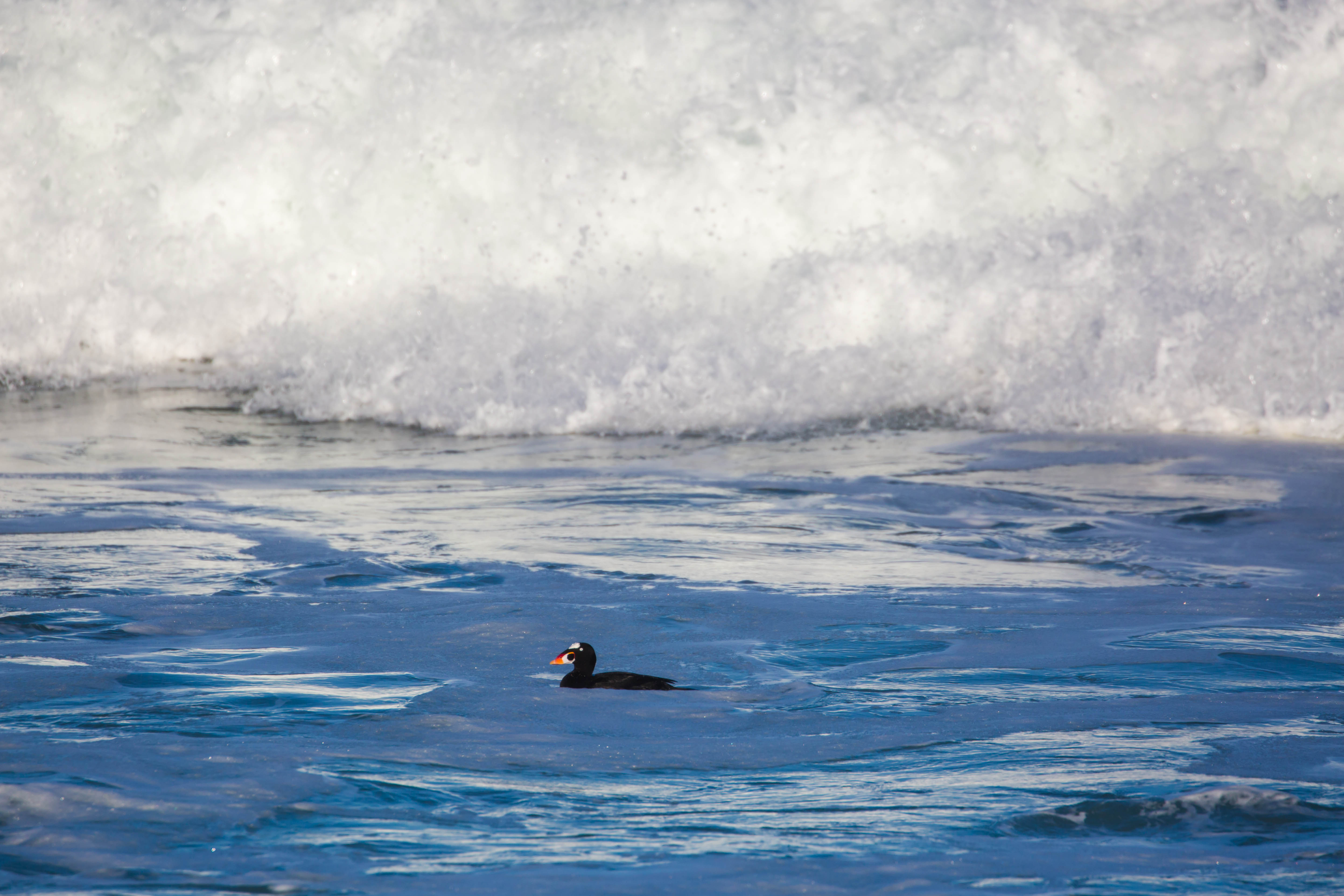
I övervintringsområdena ses vitnackad svärta ofta utmed klippiga kuster i bränningarna, därav det engelska namnet Surf Scoter.

## Systematik
Fylogenetiska studier baserade på morfologiska karaktärer placerar vitnackad svärta som systerart till de närbesläktade arterna svärta, amerikansk knölsvärta och sibirisk knölsvärta. Släktet Melanitta är del av Mergini, en grupp med ofta havslevande änder som förekommer på Norra halvklotet. I den ingår även ejdrar, alförrädare, skrakar, knipor, alfågel och strömand. Vitnackad svärta är monotypisk, det vill säga att den inte delas in i några underarter.

## Ekologi
Vitnackad svärta placerar sitt fodrade bo på marken i närheten av hav, sjö eller floder i skogsmark eller på tundra. Äggen ruvas i 28–30 dagar och ungarna blir flygga efter ungefär 55 dagar. Vintertid bildar vitnackad svärta stora, täta flockar och de tenderar att lyfta samtidigt. De adulta fåglarna dyker efter kräftdjur och blötdjur medan ungarna lever av olika färskvattenlevande ryggradslösa djur.

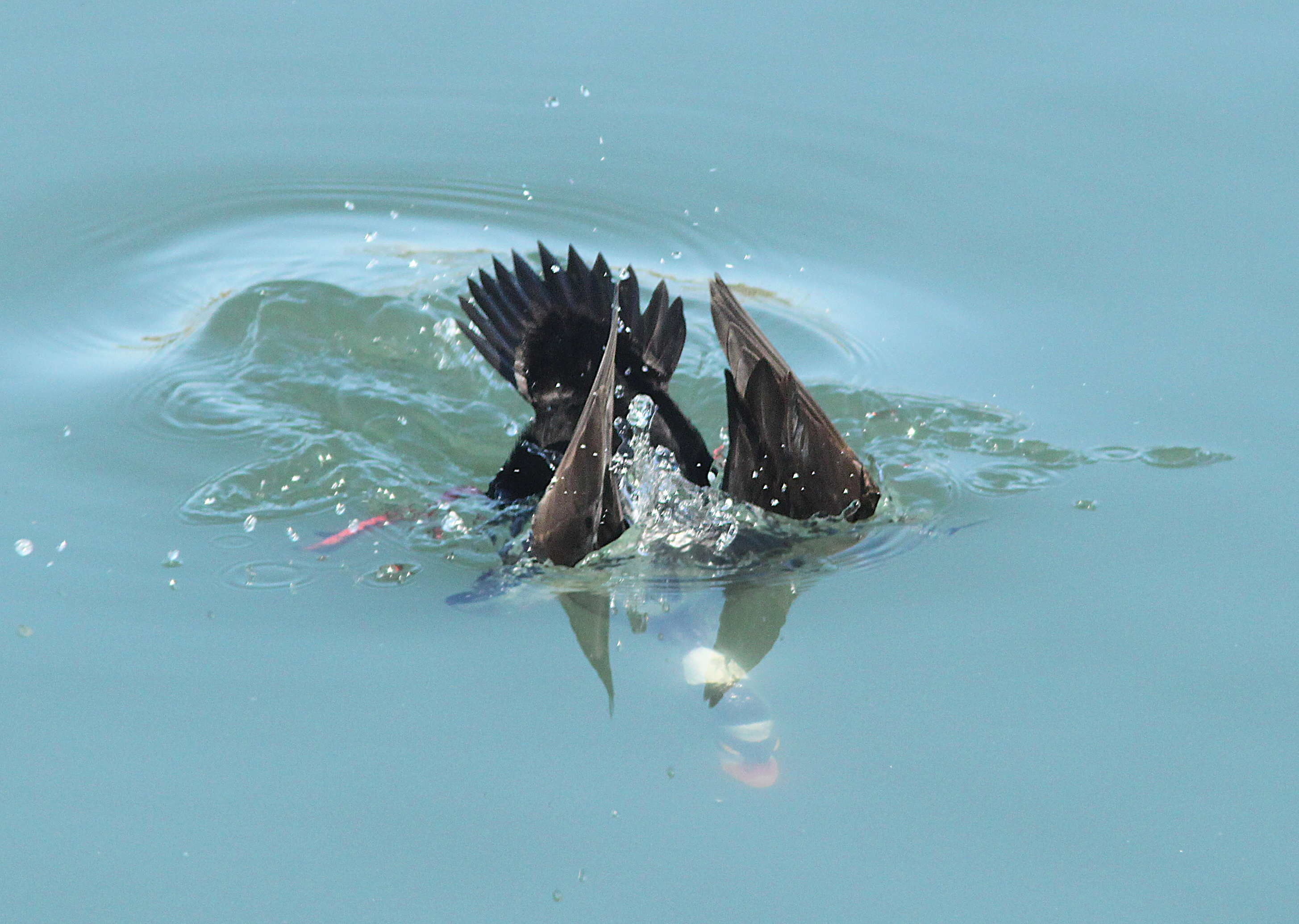
Vitnackad svärta dyker olikt sjöorren med halvöppna vingar.

## Status och hot
Arten har ett stort utbredningsområde och en stor population, men tros minska i antal, dock inte tillräckligt kraftigt för att den ska betraktas som hotad. IUCN kategoriserar därför arten som livskraftig (LC). Världspopulationen uppskattades 2006 till mellan 250 000 och 1,3 miljoner individer.
Ett stort hot mot arten är jakt, där mellan 18 000 och 45 000 fåglar sköts mellan 2004 och 2014 i USA och Kanada. Enligt en studie från 2017 är uttaget 22–37 % över hållbarhetsgränsen på östkusten och 60-66 % över på västkusten. Klimatförändringar tros driva habitatförlust och minskad mängd föda. Även försurning av havet kan leda till nedgång av mollusker som är en stapelföda för vitnackad svärta. Krympande dammar och sjöar tros också påverka arten negativt.
Vitnackad svärta är också ovanligt sårbar för oljeutsläpp. Den påverkades relativt kraftigt av utsläppet från Cosco Busan 2007 i San Franciscobukten med en uppskattad dödlighet på fyra procent. Föroreningar från olje- och gasutvinning är ett genomträngande hot i Arktis och tros förvärras i framtiden. Havslevande änder i nordvästra USA kan också vara exponerade för farligt höga nivåer av kadmium från mollusker, vilket möjligen kan vara en faktor bakom pågående minskning.

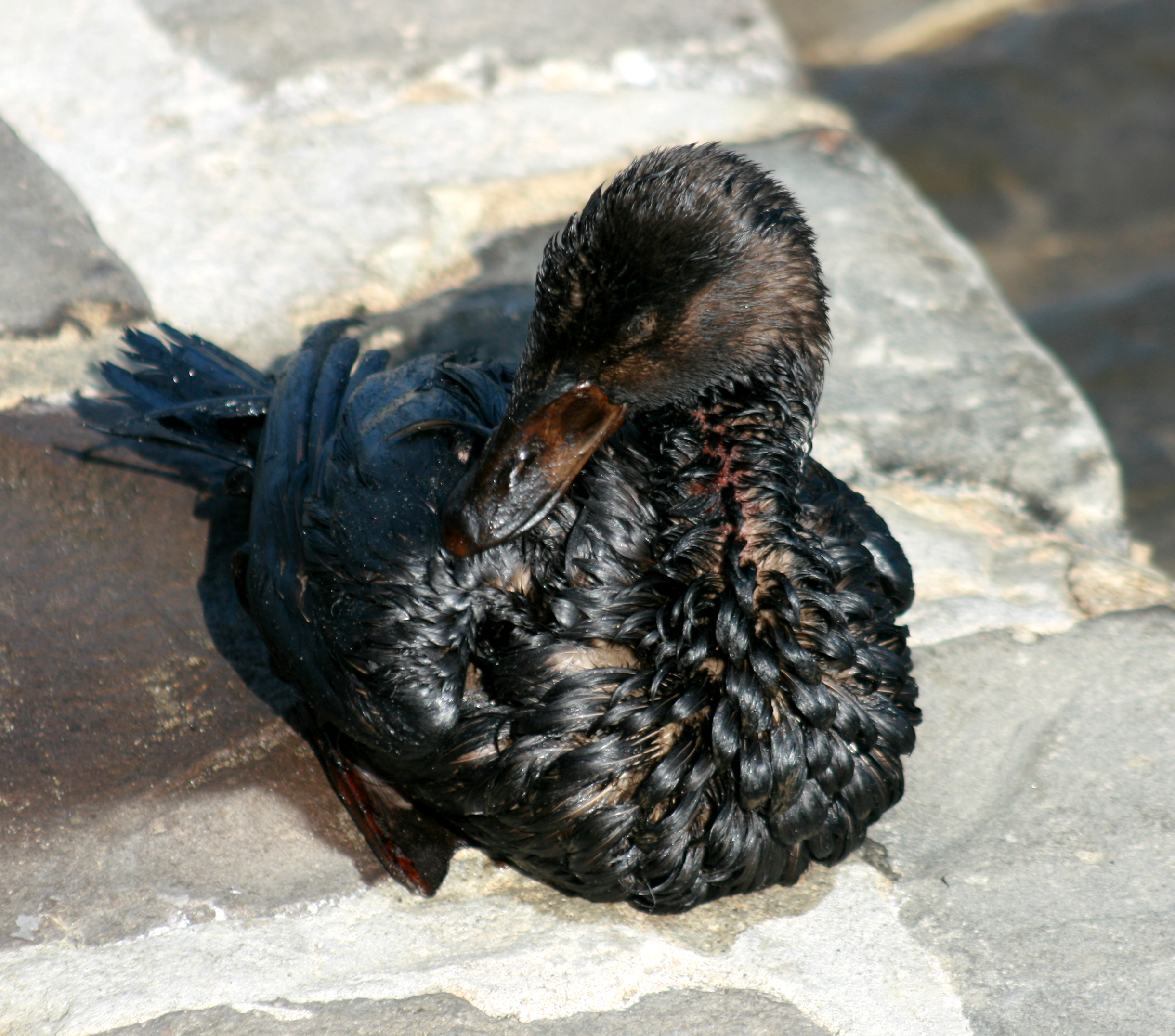
Oljeutsläpp är ett ovanligt stort hot mot just vitnackad svärta.